# Carl Gustaf Ekman (1738–1819)
Carl Gustaf Ekman, född 25 december 1738 i Nyköping, död 22 januari 1819 i Stockholm, var en svensk ämbetsman.
Carl Gustaf Ekman var son till landskamreraren Olof Ekman. Han blev landskontorsskrivare i Nyköping 1755, 1759 extraordinarie och 1761 ordinarie kammarskrivare och kammarförvant 1766. 1773 blev han kamrerare i Riksens ständers kontor, 1777 kamrerare i Statskontoret och erhöll 1778 statskommissaries titel. Ekman var räntmästare i Statskontoret 1780–1785, blev efter Johan Ruthers död ledamot av Kungliga riksgäldsdirektionen 1784 och blev kungligt ombud hos riksgäldsfullmäktige 1789. Under riksdagen 1789 biträdde han sin chef Eric Ruuth i hemliga utskottet med information. Sedan Erik Ruuth avskedats som finansminister ersattes han av en tremannanämnd, kallad finansadministrationen, där Ekman tillsammans med Anders af Håkansson och Claes Bartholomeus Peyron ingick. Han kvarstod samtidigt som kungligt ombud hos riksgäldsfullmäktige. Då Gustav IV Adolf 1796 blev myndig fungerade han tillsammans med Olof Elias Lagerheim som dennes finansielle rådgivare. 1800 blev han riddare av Nordstjärneorden.